# Championnat du Sénégal féminin de football
Le championnat du Sénégal féminin de football  est une compétition de football féminin créée en 1997.

## Palmarès
| Année | Championne                                               | Vice-championne                                          |
| ----- | -------------------------------------------------------- | -------------------------------------------------------- |
| 1997  | Sirènes de Grand-Yoff[réf. nécessaire]                   |                                                          |
| 1998  | Sirènes de Grand-Yoff[réf. nécessaire]                   |                                                          |
| 1999  | non organisé                                             |                                                          |
| 2000  | non organisé                                             |                                                          |
| 2001  | Sirènes de Grand-Yoff                                    | Aigles de la Médina                                      |
| 2002  | Sirènes de Grand-Yoff                                    | Aigles de la Médina                                      |
| 2003  | Aigles de la Médina                                      | Sirènes de Grand-Yoff                                    |
| 2004  | Sirènes de Grand-Yoff                                    | Aigles de la Médina                                      |
| 2005  | Sirènes de Grand-Yoff                                    |                                                          |
| 2006  | Sirènes de Grand-Yoff                                    |                                                          |
| 2007  | Aigles de la Médina                                      |                                                          |
| 2008  | non organisé                                             |                                                          |
| 2009  | Sirènes de Grand-Yoff                                    |                                                          |
| 2010  | Sirènes de Grand-Yoff                                    | Aigles de la Médina                                      |
| 2011  | Sirènes de Grand-Yoff                                    | Aigles de la Médina                                      |
| 2012  | Sirènes de Grand-Yoff                                    | Aigles de la Médina                                      |
| 2013  | Sirènes de Grand-Yoff                                    | Aigles de la Médina                                      |
| 2014  | Sirènes de Grand-Yoff                                    | Aigles de la Médina                                      |
| 2015  | Lycée Ameth Fall                                         | Sirènes de Grand-Yoff                                    |
| 2016  | Lycée Ameth Fall                                         | Sirènes de Grand-Yoff                                    |
| 2017  | FC Médiour                                               |                                                          |
| 2018  | Sirènes de Grand-Yoff                                    | Lycée Ameth Fall                                         |
| 2019  | Amazones de Grand-Yoff                                   | Casa Sports                                              |
| 2020  | Compétition annulée en raison de la pandémie de Covid-19 | Compétition annulée en raison de la pandémie de Covid-19 |
| 2021  | AS Dakar Sacré-Cœur                                      | Aigles de la Médina                                      |
| 2022  | US Parcelles Assainies                                   | Kaolack FC                                               |
| 2023  | AS Dakar Sacré-Cœur                                      | Sirènes de Grand-Yoff                                    |
| 2024  | Aigles de la Médina                                      | AS Bambey                                                |
| 2025  | Aigles de la Médina                                      | AS Bambey                                                |

### Bilan par clubs
- 14 titres : Sirènes de Grand-Yoff
- 4 titres : Aigles de la Médina
- 2 titres : Lycée Ameth Fall, AS Dakar Sacré-Cœur
- 1 titre: Amazones de Grand-Yoff, FC Médiour, USPA